# Цементит

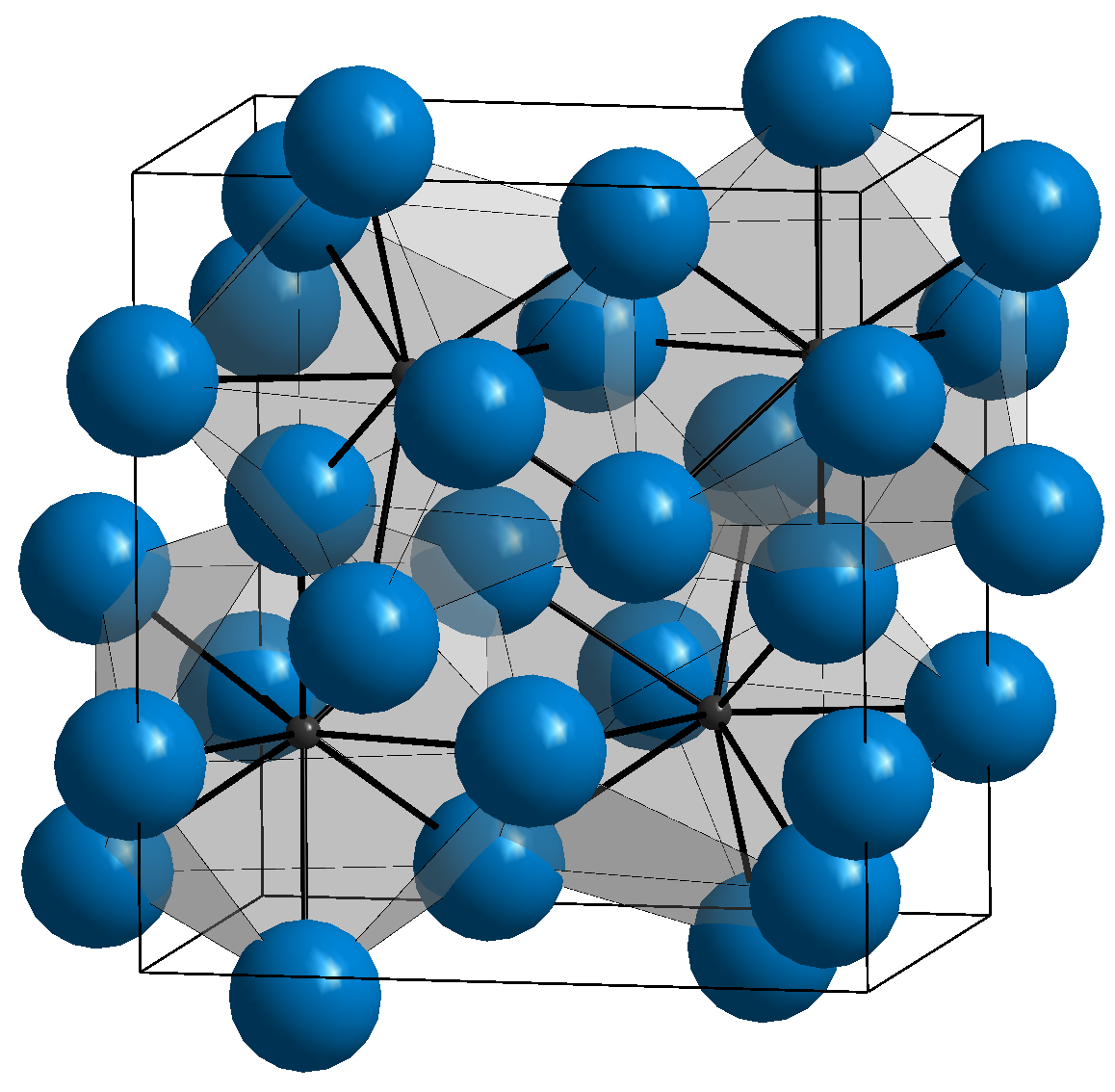
Структура кристалу цементиту

Цементи́т — карбід заліза, хімічна сполука з формулою Fe3C. Гранична концентрація вуглецю для залізовуглецевих сплавів становить 6,67 % за масою. Цементит є метастабільною фазою; утворення стабільної фази — графіту в багатьох випадках утруднено. Цементит має орторомбічну кристалічну решітку, дуже твердий і крихкий та слабо магнітний до 210 °C.

## Цементит у залізовуглецевих сплавах

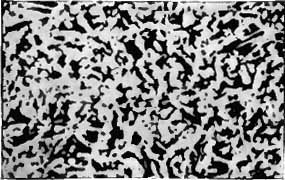
Структура збройової сталі після кування та відпалу. Чорний — цементит, білий — ферит

Залежно від механізмів утворення цементиту його мікроструктура може дуже сильно відрізнятися для сплавів — з різним вмістом вуглецю після різних термічних обробок розміри кристалів можуть змінюватися від сотих часток до декількох міліметрів. Залежно від умов кристалізації і подальшої обробки цементит може мати різну форму — зерен із сумірними розмірами, сітки на межі зерен, пластин, а також, відманштеттову структуру.
Залежно від вмісту вуглецю і умов кристалізації розрізняють:
- первинний цементит, що виділяється при твердненні сплавів з вмістом 4,3-6,67 % вуглецю з рідкого розчину у голкоподібному вигляді;
- вторинний цементит, що виділяється з аустеніту внаслідок зниження розчинності в ньому вуглецю. Вторинний цементит може формуватись у вигляді голок, сітки по межах зерен перліту і є його складовою.
- третинний цементит, що виділяється з фериту у зв'язку зі зниженням розчинності вуглецю у ньому при зниженні температури.

Цементит в різних кількостях, залежно від концентрації, присутній у залізовуглецевих сплавах вже при малих вмістах вуглецю і його кількість зростає в міру збільшення вмісту вуглецю. Формується в процесі кристалізації з розплаву чавуну. У сталях виділяється при охолодженні аустеніту або при нагріванні мартенситу. При цьому цементит входить в структурну складову перліту (суміш фериту і цементиту), що існує в сталі, поряд з феритом. У міру збільшення вмісту вуглецю частка перліту в структурі зростає і, відповідно, зростає кількість цементиту. При вмісті вуглецю 0,8 % (евтектоїдних сталь) структура цілком складається з перліту. При подальшому збільшенні вмісту вуглецю в сталі, крім перліту з'являється надлишковий цементит. Аж до вмісту вуглецю 1,7 % залізовуглецеві сплави називаються сталями, при вищих концентраціях аж до максимальної 6,67 % — чавунами. Цементит є фазовою та структурною складовою інших залізовуглецевих сплавів: ледебуриту, сорбіту та трооститу.

## Властивості
Цементит — представник так званих фаз впровадження, сполук перехідних металів з легкими металоїдами. У фазах впровадження велика частка як ковалентного, так і металевого зв'язку.

### Механічні характеристики
Міцність цементиту сягає 8500 МПа, твердість  близько 65 HRC (800 HB).

### Хімічні властивості
Цементит не реагує з водою, лугами, гідратом аміаку.
- Розкладається при температурі вищій від 1650 °C:

{\displaystyle {\mathsf {Fe_{3}C\ {\xrightarrow {>1650^{o}C}}3Fe+C}}}
- Розкладається кислотами (конц.):

{\displaystyle {\mathsf {Fe_{3}C+6HCl\ {\xrightarrow {}}3FeCl_{2}+C{\downarrow }+3H_{2}{\uparrow }}}}
{\displaystyle {\mathsf {Fe_{3}C+22HNO_{3}\ {\xrightarrow {}}3Fe(NO_{3})_{3}+CO_{2}{\uparrow }++13NO_{2}{\uparrow }+11H_{2}O}}}
- Реагує з киснем:

{\displaystyle {\mathsf {Fe_{3}C+3O_{2}\ {\xrightarrow {600-700^{o}C}}Fe_{3}O_{4}+CO_{2}}}}
{\displaystyle {\mathsf {4Fe_{3}C+Fe_{3}O_{4}\ {\xrightarrow {1000-1100^{o}C}}15Fe+4CO}}}